# Калабрийская кухня
Кухня региона Калабрия основана на сельских и рыболовецких традициях.
По сути, типичная южноитальянская кухня. А в более широком смысле — средиземноморская кухня, в которой примерно равномерно присутствуют мясные блюда (свинина, баранина, козлятина), овощи (особенно баклажаны) и рыба. Паста (разновидность макарон) играет значительную роль в местной кухне — как и во всей Италии. В отличие от прочих итальянских регионов, калабрийцы традиционно уделяли большое внимание длительному хранению продуктов, в частности, из-за климата и угрозы малого урожая. В результате возникла традиция хранить овощи и мясо в оливковом масле, производства колбас и холодных мясных ассорти (sopressata, nduja), а в прибрежной зоне — копчения рыбы — особенно рыбы-сабли, сардины (sardelle rosamarina) и трески (baccalà).
Местные десерты — обычно жареные, подслащенные мёдом пирожные (cudduraci, scalille или scalidde) или выпечка типа бисквитов (например, 'nzuddha).
Типичными местными блюдами или компонентами блюд являются сыр качокавалло (caciocavallo), красный лук, жареная свинина (frìttuli или curcùci), liquorice (liquirizia), lagane e cicciari (ceci) (блюдо типа лазаньи с нутом), овечий сыр (pecorino crotonese) и пиньолата (pignolata).
Хотя калабрийские вина малоизвестны за пределами Италии, в древности Калабрия была известна как Энотрия (греч. Οἰνωτρία, букв. «страна вина»). Согласно древнегреческой традиции, название Энотрия произошло от имени Энотр (греч. Οἴνωτρος), самого младшего из сыновей Ликаона. Некоторые виноградники возникли ещё во времена древнегреческой колонизации Италии. Наиболее известными из местных вин контролируемого наименования по происхождению являются: cirò (провинция Кротоне) и donnici (провинция Козенца).

## Уникальные местные блюда

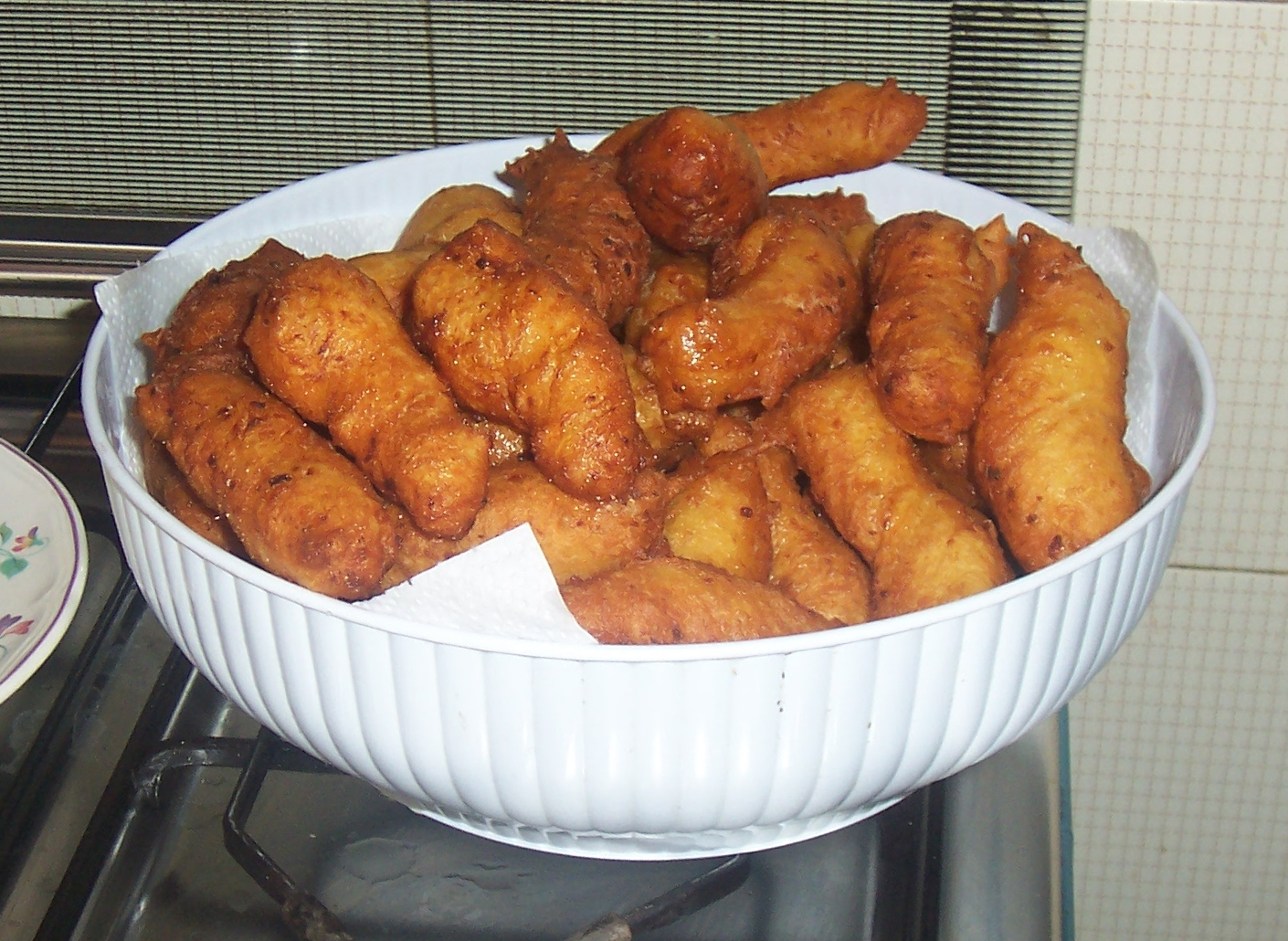
Zippuli

- Melanzane alla menta — баклажаны, маринованные с мятой.
- Pitta coi pomodori — пита с томатами.
- Pesce spada alla ghiotta — рулеты из рыбы-меча в томатном соусе.
- Zippuli — жареное тесто.
- Cuzzupa — местный рождественский пирог.

## Крестьянская кухня
- Coria (or Frittule) 'ccu fasuli e cipulle: свиная кожа с бобами и красным луком.
- Frittata di Carnevale: на марди-гра каждая местная семья готовит омлет со спагетти со свежим сыром рикотта и колбасками, поскольку на следующий день начинается пепельная среда и следует ограничивать себя в употреблении мясного.

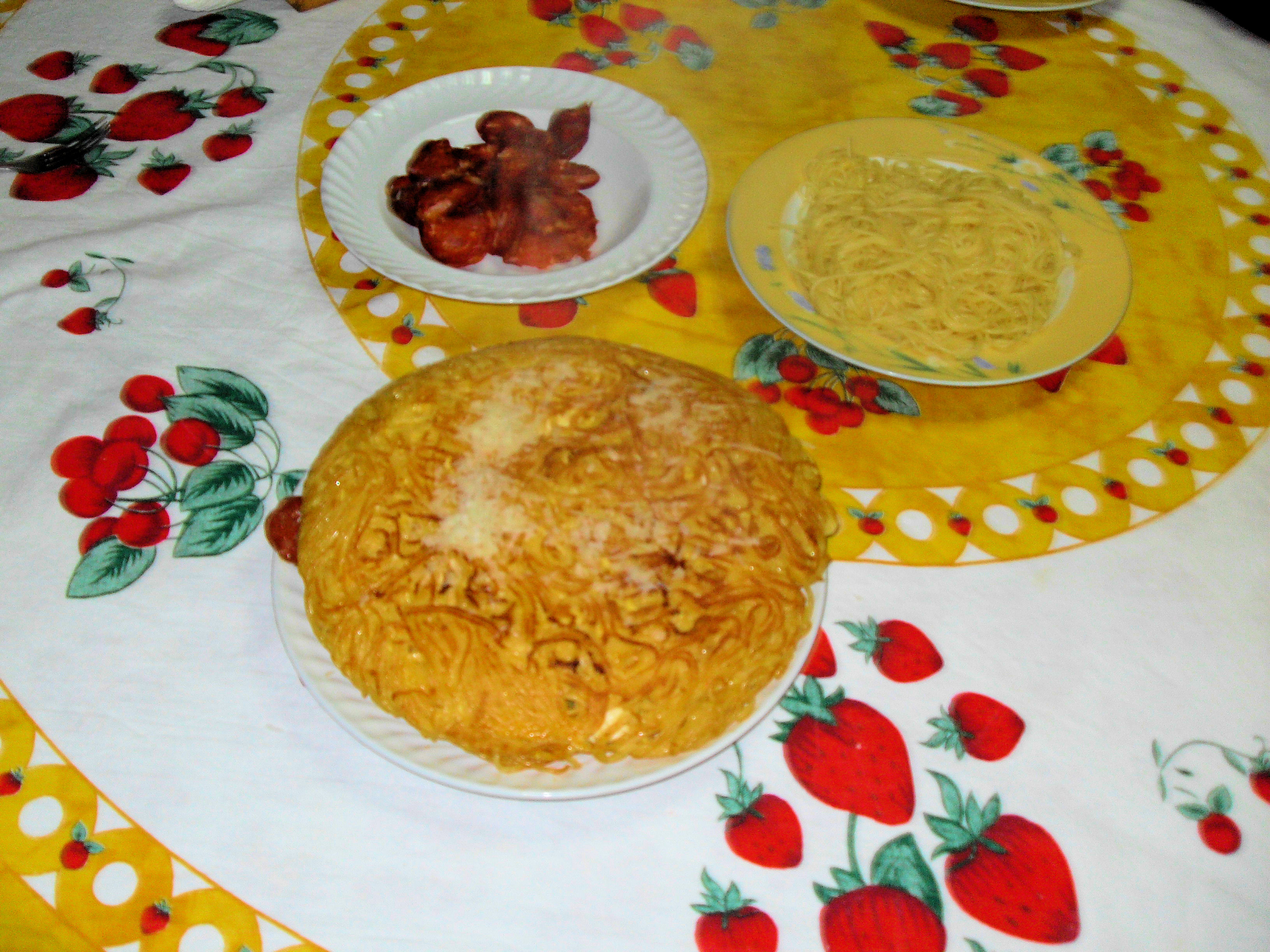
Frittata di Carnevale.

- Patate 'ccu pipe e mulinciane: картофельные ломтики, жареные с перцем и баклажанами, иногда добавляется свиная кожа или кубики свинины.
- Minestra e fasuli: ароматные травы, варёные или слегка поджаренные, с бобами, иногда также с перцем чили.
- Mulinciane e pummaduari: баклажаны в масле со свежими томатами (летнее, освежающее блюдо).
- Spezzatino (Stew): тушёная свинина с жареными томатами и томатным соусом, типичное блюдо для праздника святого-покровителя.
- Pitticelle: плоские мучные пирожки, иногда с цветами тыквы, кабачками или оливками.
- Zippuli: (во множественном числе Zippula) — жареное тесто с картофелем с или без анчоусов внутри.

## Морская кухня
- Pasta 'mbiancu e baccalà: паста (вид макарон) с треской, варёной и приправленной оливковым маслом. Блюдо типично для религиозных праздников, связанных с мясными постами — такими, как Адвент, Рождество, Пепельная среда и Пятидесятница.
- Baccalà e patate vullute: треска, варёная в томатном соусе, с крупным картофелем, нарезанным кубиками.
- Alici fritte: малые анчоусы, жареные в масле и приправленные лимоном или апельсином.
- Alici sutt’uaglio: анчоусы в масле, употребляются с хлебом, орегано и сушёными томатами.
- Alici 'mpipate: анчоусы в перце и соусе чили, употребляются с хлебом.

## Пироги, пирожные

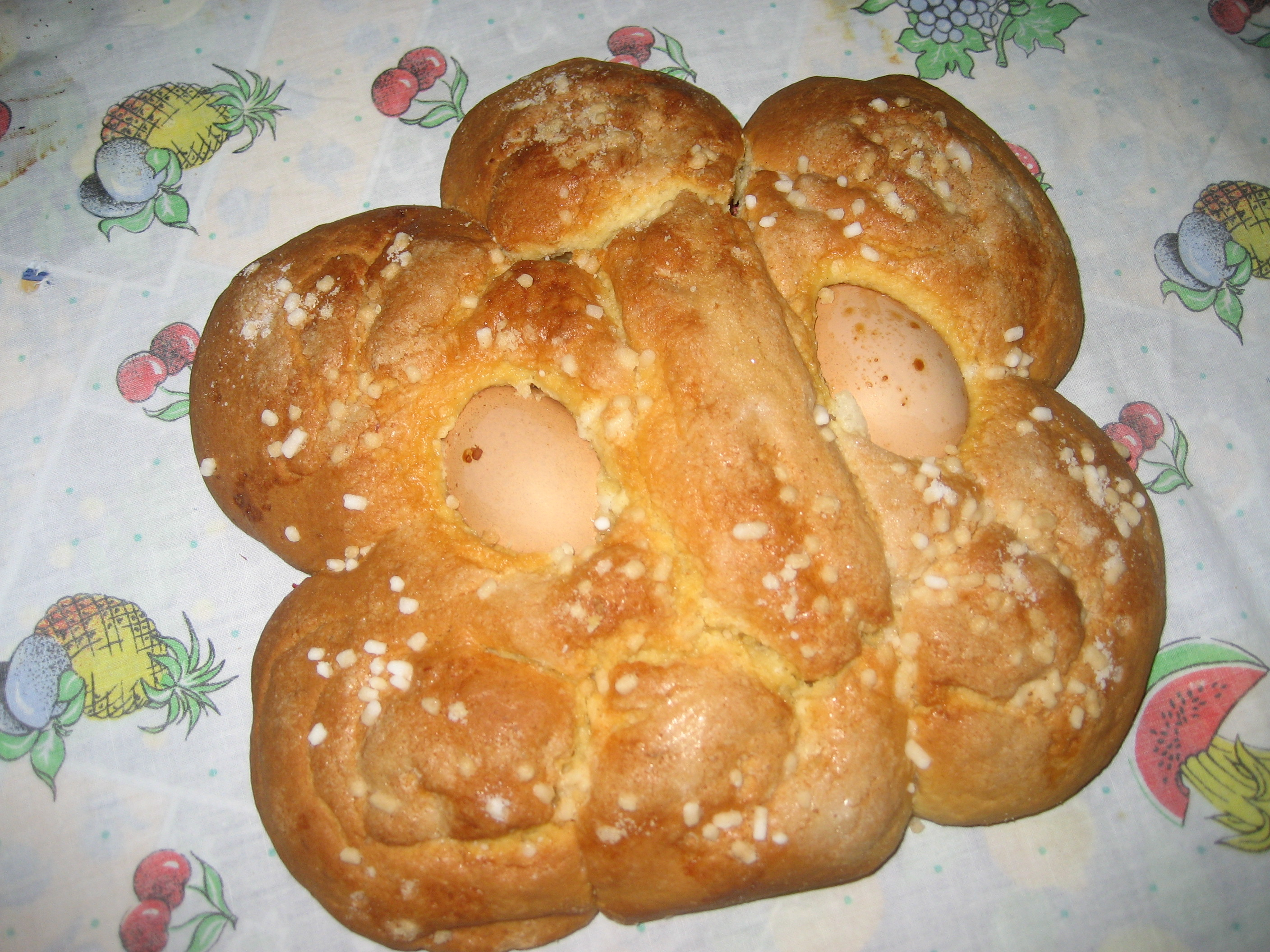
Cuzzupa

- Cuzzupa: типичный рождественский пирог, обычно с яйцом в середине.
- Bucchinotti или buccunotti: типичный калабрийский пирог, с виноградным джемом или какао с изюмом.
- Pani i castagna: подобны castagnaccio, но меньше и толще, с сосновыми орехами, изюмом, лесными и грецкими орехами.
- Turdilli: жареные (обычно готовятся на Рождество), спиральной формы, обмакиваются в меду.